# Bienvenidos a Grecia
Bienvenidos a Grecia (título original en inglés: Highway to Hellas que traducido sería Autopista a Grecia) es una película alemana de 2015 dirigida por Aron Lehmann, con guion de Arnd Shimkat, basado en el libro de Moses Wolff y Aron Lehmann.

## Argumento
La historia muestra las consecuencias de la crisis financiera en Grecia, centrándose en la ficticia isla griega de Paladiki. La comunidad insular ha recibido un crédito de un banco alemán para desarrollar un proyecto de ecoturismo "Las Galápagos de Grecia" y ha prometido como garantía una inexistente planta eléctrica, un hospital y la playa de la isla.
El gestor bancario alemán, Jörg Geissner, debe comprobar las garantías de crédito de la isla. Los isleños, encabezados por el encantador comerciante griego-alemán, Panos, quieren evitar el embargo y preparan al alemán todo tipo de triquiñuelas para engañarle. Pero él está imperturbablemente comprometido con su tarea y explora la isla con su traje gris. Los griegos casi consiguen engañarle. Sin embargo, Geissner, cada vez más cercano a los nativos, se da cuenta de que el resultado de su viaje decidirá el futuro de la isla.